# Carl Peschke
Carl Anton Peschke (* 14. Juli 1853 in Jauer, Niederschlesien; † 5. April 1907 in Zweibrücken) war Sozialdemokrat und Gründer einer Baumaschinenfabrik.

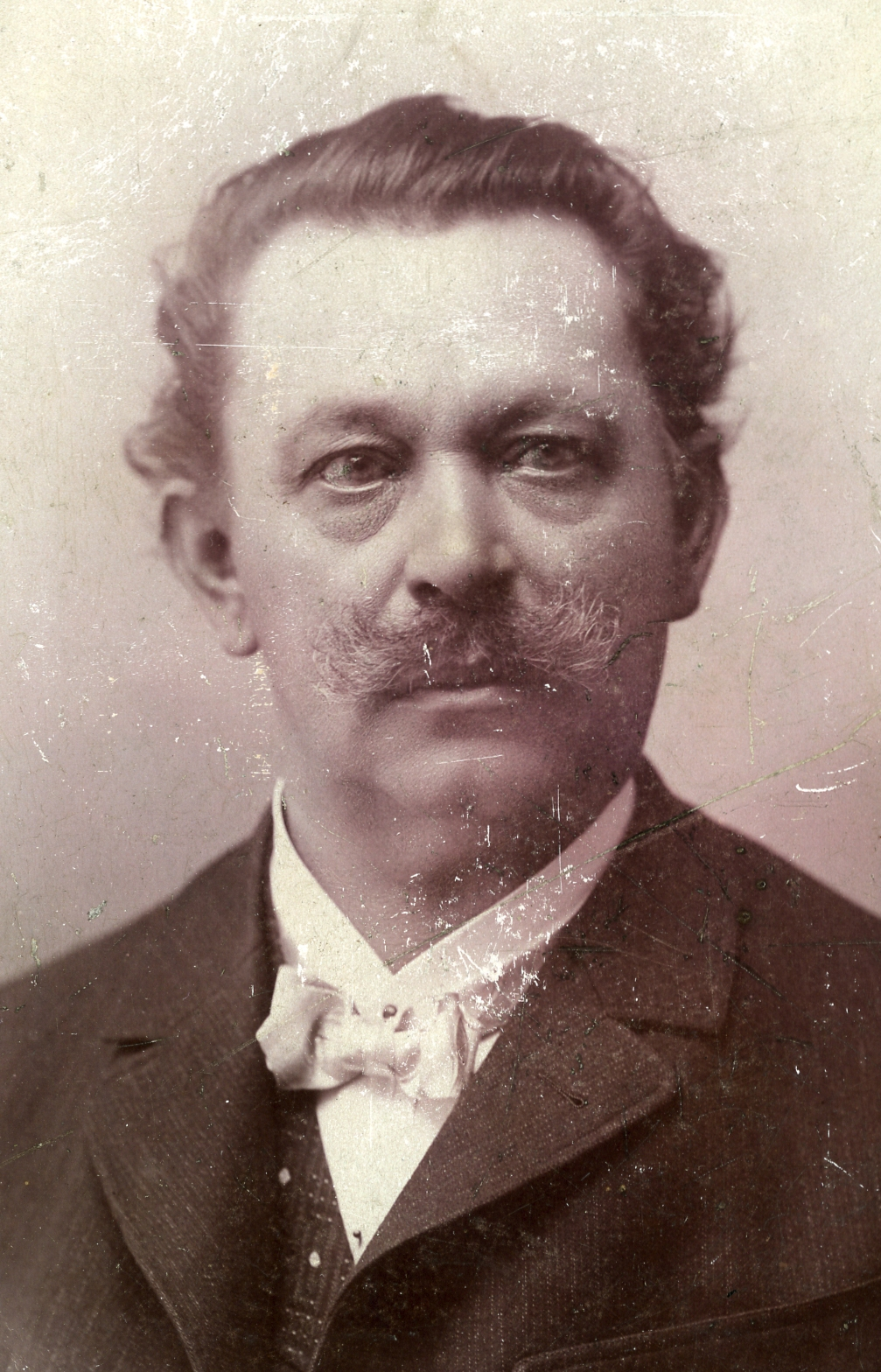
Carl Peschke (um 1900 in Zweibrücken)

## Leben

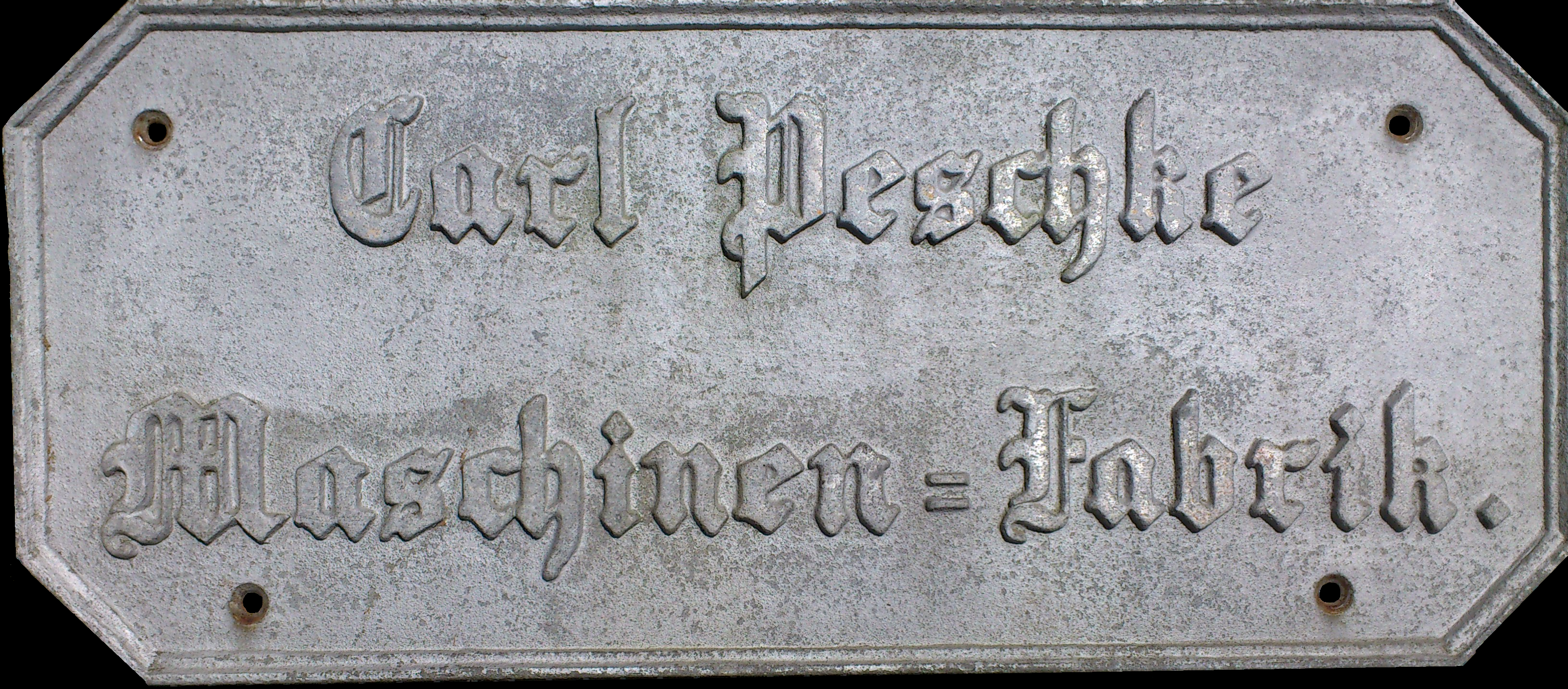
Ältestes Firmenschild

Carl Peschke wurde als Sohn des Ehepaars Anton und Theresia Peschke, geborene Hantke, geboren. Er war Schulseminarist in Breslau und Unteroffizier im Jägerbataillon in Zweibrücken.  Ab 1878 arbeitete er als Buchhalter einer Brauerei. Im gleichen Jahr heiratete er als Katholik die zehn Jahre ältere jüdische Rosina Frank aus Zweibrücken, die mehrere gemeinsame Kinder mit in die Ehe brachte. Eine vorherige Heirat für Militärangehörige war zu dieser Zeit nur höheren Diensträngen erlaubt.
1879 stellte ihn die Polizei unter Beobachtung wegen revolutionärer Teilnahme als Schriftführer an einer sozialdemokratischen Versammlung zur Gründung eines sozialdemokratischen Büros in Zweibrücken. Einer Vernehmung durch die Polizei ist zu entnehmen, dass er Privatunterricht in Schreiben, Rechnen, Zeichnen und Musik gab und Unterricht für Unteroffiziere in Musik, Stenographie, Buchführung und Topographie in einer Tageszeitung anbot.
1884 gründete er die „Carl Peschke Maschinenfabrik“, später Pekazett. Diese produzierte Bauwerkzeuge in Serie. 1887 kam es zusammen mit Ingenieur Bieringer und Schlossermeister Limbach zur Gründung der „Limbach'schen Werkzeug- und Maschinenfabrik“. Es wurden Kamintüren, Schubkarren und Bauwerkzeuge in Serie gefertigt. 1895 kam es zu einer Erweiterung der Produktpalette um Betonmischer, Bauaufzüge und Baugeräte für den Hochbau. Die Fabrik hatte damals 6 Mitarbeiter.
Es ist bekannt, dass er, der aus einer kinderreichen Familie stammte, auch während dieser Zeit seiner Familie in Niederschlesien Geldzuwendungen zu kommen ließ. Carl Peschke soll unter seinen Arbeitern sehr beliebt gewesen sein. Dies mag auch darauf zurückzuführen sein, dass er, wie auch später seine Kinder mit ihren Familien, inmitten der Fabrikgebäude wohnte.
1898 schieden Bieringer und Peschke aus der Maschinenfabrik Limbach aus. Eine mechanische Hammerschmiede wurde eingerichtet. Die überbaute Fläche der Firma betrug 17.000 m². Noch vor seinem Tod zahlte er, auf deren Wunsch, seine vorehelichen Kinder aus, so dass er sein Lebenswerk den ehelichen Kindern vermachen konnte. Nach seinem Tod 1907 übernahmen die Kinder Karl, Otto und Anna sowie seine Schwiegerkinder die Maschinenfabrik.
1913 hatte die Firma bereits 130 Mitarbeiter, nachdem die Maschinenfabrik Limbach (Erben) aufgekauft worden war.
Seine Frau Rosina überlebte ihn um 10 Jahre.

## Wirken

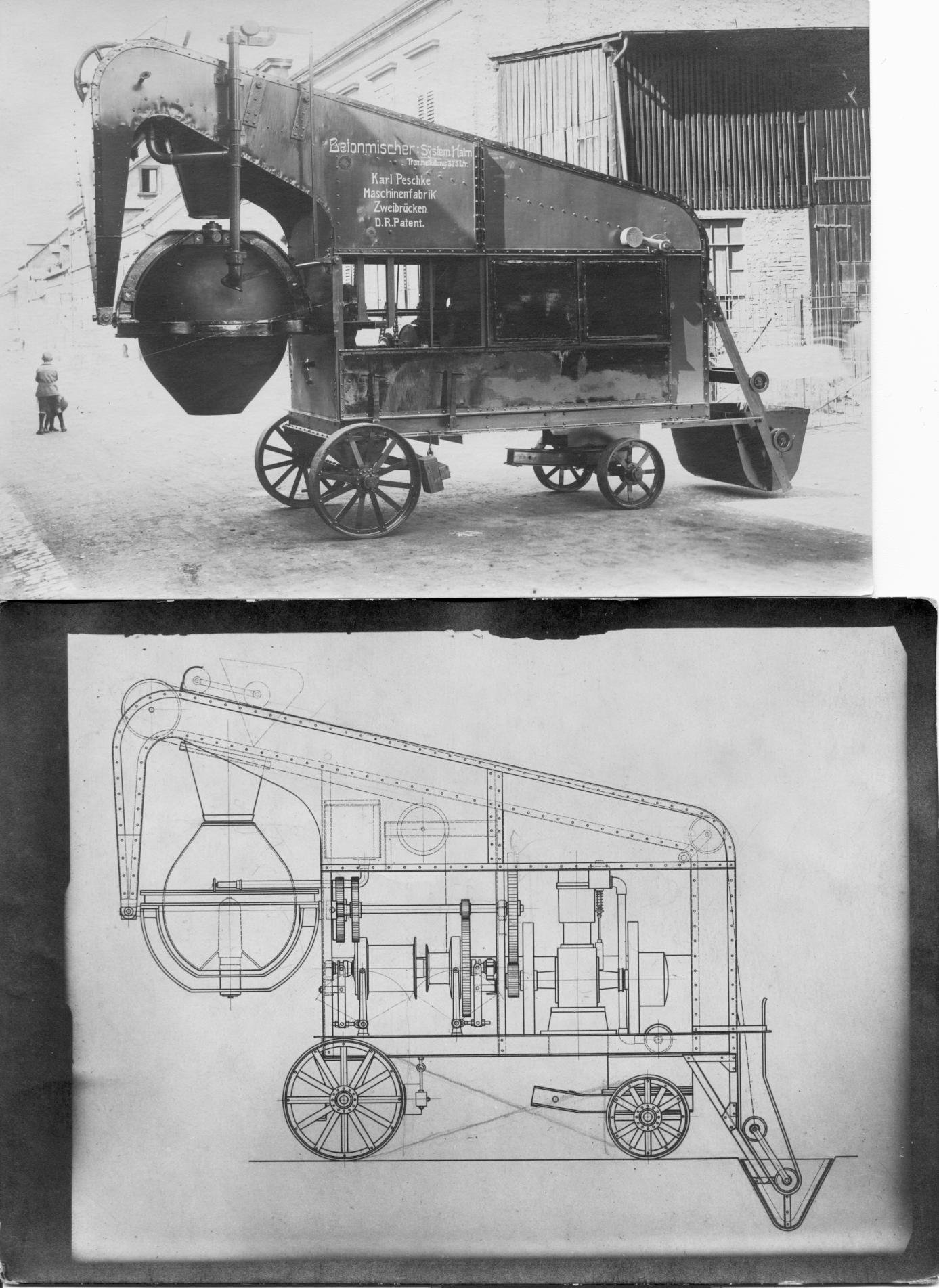
Erste Mischmaschine mit kardanischer Aufhängung der Mischtrommel

Die Firma Pekazett war eine der bedeutendsten deutschen Hersteller von Turmdrehkranen. Als einer der ältesten Kranhersteller Deutschlands wurden bereits kurz nach der Jahrhundertwende die ersten Portalturmdrehkrane produziert. Zu den Firmenerfindungen gehört auch die kardanische Aufhängung von Mischmaschinentrommeln, mit deren Prinzip die meisten modernen Mischmaschinen funktionieren (siehe nebenstehende Fotografie und Konstruktionszeichnung des weltweit ersten Modells. Trommelinhalt waren 375 l, Spitzname „Elephant“). Noch heute sind bis zu 5.000 Turmdrehkrane der Marke Pekazett im Einsatz.